# Осока Буека
Осока Буека (Carex buekii) — вид трав'янистих рослин родини осокові (Cyperaceae), поширений у Європі й західній Азії.

## Опис
Багаторічна рослина 24–100 см заввишки. Нижні лускоподібні листки буро-коричневі, злегка блискучі. Суцвіття велике, понад 10 см завдовжки; чоловічих колосків 1–3, жіночих — 3–5. Мішечки яйцеподібні або обернено-яйцеподібні, 2–2.3 мм завдовжки, без жилок або з неясними жилками і дуже коротким носиком. Стебло випростане до 120 см заввишки, 3-кутові, шорсткі зверху. Стеблові листки короткі, прикореневі листки довші від стебла. Поверхня плоду гладка, жовтувато-коричнева. Насіння ± округлої форми, з боків стиснене, верхівка з дрібним дзьобом, 0.7–0.8 × 0.5–0.6 мм; поверхня гола, слабо-блискуча, жовтувато-коричнева. 2n = 40. Стебло червоно-буре в нижній частині. Прикореневе листя шириною на 4–7 см, пізніше воно звисає.  
Період цвітіння: квітень — червень.

## Поширення
Поширений у Європі крім півночі й заходу, і в західній Азії (Туреччина, Ліван, Грузія, Азербайджан).
В Україні вид зростає на сирих і нерідко засолених луках, днищах балок, берегах малих річок — у Карпатах, Лісостепу і Степу (Закарпатська, Дніпропетровська, Запорізька, Донецька й Луганська області), рідко.